# Mithra
Pour la divinité hindoue, voir Mitra (mythologie).

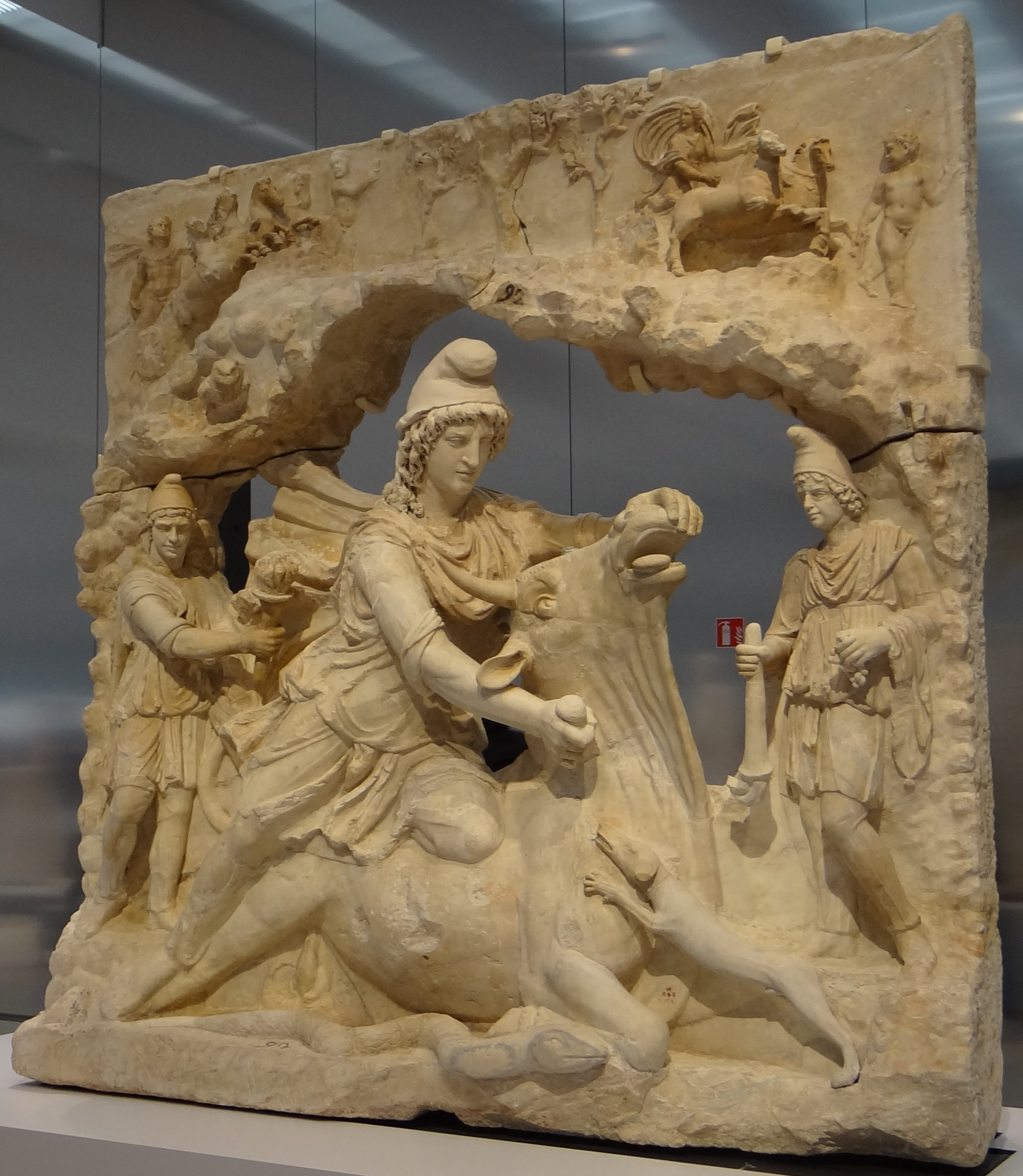
Mithra romain sacrifiant le Taureau (100-200 apr. J.-C.), collection Borghèse, achat par le Louvre en 1807 exposé dans la Galerie du Temps au Louvre-Lens

Mithra (Miθra en avestique, Mihr en pehlevi, Mehr dans le zoroastrisme contemporain) est un dieu vénéré durant l'Antiquité chez les peuples de langue perse, issu d'une divinité indo-perse, tout comme son équivalent dans les religions indiennes, Mitra. Mithra est le dieu garant des contrats, une divinité aux aspects solaires, maître du ciel diurne, qui présente également des aspects guerriers, et dans plusieurs pays est un garant de la royauté. Il est surtout connu par la description qu'en donne un des hymnes de l'Avesta, le texte sacré du zoroastrisme, appelé Mihr Yašt. En dehors de cette source, le culte de Mithra dans les pays perses de l'Antiquité est peu documenté, mais il est tout de même attesté sur plusieurs siècles, Mithra restant une figure majeure des cultes perses, sans toutefois égaler en importance le dieu créateur Ahura Mazda/Ohrmazd, jusqu'à ce que l'expansion de l'islam ne vienne marginaliser le zoroastrisme.
Son culte fut adapté et connut un important développement dans l'Empire romain aux IIe et IIIe siècles de notre ère, sous une forme originale qui ne présente que des liens ténus avec les religions perses, même si elle conserve quelques aspects qui rappellent aux Romains les origines orientales du dieu (culte de Mithra). Une mythologie particulière s'est développée, dans laquelle le dieu met à mort un taureau afin de permettre la régénération du monde. C'est un culte à mystères, réservé à des initiés qui cherchent une relation personnelle avec le dieu, qui le vénèrent dans des sanctuaires spécifiques, en dehors des rites traditionnels publics de la religion gréco-romaine. Il ne s'agit pas pour autant d'une nouvelle religion à proprement parler, contrairement à ce qui a pu être proposé par le passé quand le « mithraïsme » était vu comme un rival du christianisme. Le culte romain à Mithra est désormais interprété comme une des composantes des cultes polythéistes de son temps, non exclusive des autres.

## Origines: une divinité indo-iranienne
Mithra est à l'origine une divinité indo-iranienne, c'est-à-dire une divinité des peuples parlant les langues qui sont les ancêtres des langues indiennes (« Indo-aryens ») et iraniennes. Plus exactement, dans le monde indien se trouve une divinité appelée Mitra, en védique, tandis que dans le monde iranien son nom se rencontre sous la forme Mithra (Miθra ; sauf en vieux perse, qui présente la forme Mitra). La quasi-similitude des noms laisse peu de doutes sur le fait qu'il existait à l'origine une divinité commune, à une période préhistorique non documentée par des textes, qui est à l'origine des variantes indienne et iranienne, consécutives à la séparation des peuples et leur scission en deux groupes linguistiques. Le nom du dieu dérive du terme mitrá signifiant « contrat », avec la connotation d'alliance, d'accord ou de promesse, et qui plus tard en sanskrit prend le sens d'« ami »,. Les deux divinités ont également un aspect de dieu solaire,.
Le Mitra indo-aryen est mentionné dans un traité daté des environs de 1330 av. J.-C., conclu entre un roi hittite et un roi du Mittani, parmi les divinités garantes de l'accord pour le compte du second. La dynastie du Mittani avait probablement des origines indo-aryennes, et préservé en héritage une poignée de divinités de cette culture, bien qu'elle se soit fondue dans la culture nord-mésopotamienne de son temps, dont la langue dominante était le hourrite. De fait Mitra et les autres dieux indo-aryens ne sont pas attestés par d'autres documents provenant du Mittani, et n'ont manifestement pas eu un rôle important dans la religion de ce royaume,. Mitra est surtout attesté dans le Rig Veda, texte fondamental de la religion védique, parmi le groupe de divinités appelées āditya, dans lequel il est associé au grand dieu Varuna. Un seul hymne du Rig Veda lui est consacré, ce qui semble indiquer qu'il n'a pas une importance significative dans la religion védique. La description de Mitra telle qu'elle ressort de cet hymne présente de nombreux points communs avec les caractéristiques qu'a Mithra dans l'Avesta, ce qui renvoie à leur origine commune. La principale différence entre les deux est le fait que le Mitra védique n'a pas des aspects martiaux aussi prononcés que ceux du Mithra avestique,.

## Mithra, dieu du monde iranien
Mithra est une divinité des peuples de langue iranienne de l'Antiquité, dont les religions présentent des caractéristiques très similaires. Il est courant de les désigner sous le nom de « zoroastrisme », du nom du prophète auquel est attribuée une réforme majeure des cultes iraniens, Zoroastre/Zarathoustra, ou de « mazdéisme », du nom du dieu suprême des Perses, Ahura Mazda. La généralisation de ces dénominations pour les époques antiques est néanmoins discutée (notamment celle de l'Empire achéménide), car la documentation est généralement trop limitée pour trancher,. Quoi qu'il en soit, Mithra est une divinité attestée sur plusieurs siècles dans les pays de langue iranienne, depuis l'Avesta et les inscriptions des rois perses de la dynastie des Achéménides, jusqu'aux religions iraniennes de l'Antiquité tardive, comme le mazdéisme de l'époque des Sassanides et le manichéisme.

### Dans l'Avesta: leMihr Yašt
Un des hymnes (yašt) de l'Avesta, le texte sacré de la tradition mazdéenne, est consacré à Mithra, le dixième hymne, aussi connu sous son nom en moyen perse, Mihr Yašt (« Hymne de Mihr (= Mithra) »). C'est un des hymnes les plus longs de cet ensemble de textes, et la source d'informations essentielle sur la figure de Mithra dans la religion iranienne antique. Il est issu d'une tradition orale qui puise sans doute ses racines dans la culture indo-iranienne, ce qui explique les points communs avec l'hymne védique consacré à Mitra. 
Comme pour les autres textes constituant l'Avesta, la date de sa composition, de ses divers remaniements, et celle de sa fixation par écrit sont débattues : la première élaboration orale peut remonter au VIIIe siècle av. J.-C., la mise par écrit est datée de l'époque sassanide tardive. C'est l'hymne du seizième jour du mois zoroastrien (de trente jours). Il débute par l'ordre du dieu suprême du mazdéisme, Ahura Mazda, que Mithra soit vénéré autant que lui-même, en tant que dieu garant des contrats, et développe ensuite les différents aspects de ce dieu sous la forme de louanges et prières,,. Le dieu y « est décrit comme le gardien strict du contrat, le patron des guerriers, le maître de l'ensemble des pays iraniens, l'incitateur de l'aube, et le dieu du ciel diurne, qu'il parcourt sur un char entouré d'une escorte d'assistants » (J. Kellens). Il a un aspect solaire, qui semble tout aussi ancien que son rôle de garant des contrats. Il n'est cependant pas le Soleil lui-même (c'est le dieu Xwar),. Mithra est également chargé de propager la religion mazdéenne.
Ahura Mazda dit à Spitana Zarathustra :

« Alors, lorsque j'ai créé Mithra aux vastes pâturages,

je l'ai fait, ô Spitama,

aussi digne d'être vénéré,

aussi digne d'être prié,

que moi, Ahura Mazda. »

Il détruit le peuple tout entier,

le mairya (le fourbe) qui trahit le contrat, ô Spitama !

c'est un assassin d’ašavan,

autant que de cent kayaδas ;

ne romps pas le contrat, ô Spitama,

ni celui que tu conclus avec le menteur,

ni celui que tu conclus avec l'ašavan à la bonne religion ;

car le contrat appartient à tous deux :

au menteur comme à l'ašavan.

(...)

Par sa splendeur et sa gloire,

Je veux le vénérer par un sacrifice retentissant,

lui, Mithra aux vastes pâturages, avec des libations ;

nous vénérons Mithra aux vastes pâturages, 

aux demeures paisibles, aux bonnes demeures,

pour les Peuples Aryens.

(...)

Nous vénérons Mithra aux vastes pâturages,

aux paroles véridiques, éloquent dans les assemblées,

aux mille oreilles, le bien formé,

aux dix mille yeux, le grand,

qui veille au loin, le fort,

qui ne dort jamais, qui veille sans cesse.

Lui que vénèrent les chefs de peuple, 

lorsqu'ils vont au combat

contre les hordes cruelles

qui se rejoignent en phalanges,

entre les deux peuples qui combattent.
— Hymne à Mithra (Mihr Yašt), extraits des premières strophes, traduction de P. Lecoq.

### Mithra dans les calendriers cultuels
D'après le calendrier zoroastrien tel qu'il peut être reconstitué en partant d'éléments glanés dans l'Avesta et complété d'autres sources, il apparaît qu'un mois est consacré à Mithra et porte son nom (Miθrahe en avestique). C'est le septième mois, occupant la position médiane dans le calendrier de douze mois. Un jour du mois zoroastrien est également consacré à Mithra (Miθrahe également), le seizième, donc là encore en position médiane (c'est un mois lunaire de trente jours). La grande fête consacrée à Mithra, appelée Mihragān à partir de l'époque sassanide, se tient d'ailleurs le seizième jour du septième mois ; elle semble attestée dès l'époque achéménide (voir plus bas). Des calendriers de tradition zoroastrienne se retrouvent en Arménie (calendrier arménien), en Cappadoce (calendrier cappadocien), à l'époque sassanide, avec un mois consacré à Mithra (MITHΡĒ en Cappadoce, Mehekan-i en Arménie, Mihr à l'époque sassanide), peut-être dans les Empires achéménide et parthe, et le calendrier persan moderne comprend un mois nommé Mehr.

### Sous l'Empire achéménide
Il a pu être proposé que Mithra ait été le grand dieu des Mèdes, peuple de langue iranienne qui a disposé d'un royaume puissant dans la première moitié du VIe siècle av. J.-C., mais cela reste très conjectural en l'absence de source sur le panthéon mède. Les inscriptions des premiers rois de la dynastie perse des Achéménides (550-330 av. J.-C.), dont les fameux Darius Ier et Xerxès Ier, ne mentionnent explicitement que le grand dieu Ahura Mazda, aux côtés des « autres dieux qui existent », qu'ils ne nomment pas. Il faut attendre le règne d'Artaxerxès II (404-358 av. J.-C.) pour trouver une mention de certains de ces autres dieux (baga), la déesse Anahita, et le dieu Mithra, invoqués pour protéger le souverain contre le mal. Les raisons de cette évolution ne sont pas déterminées,. Les auteurs grecs évoquent également Mithra dans le contexte achéménide : Xénophon dit que Cyrus le Grand prêtait serment par le dieu et à l'époque romaine Plutarque indique qu'Artaxerxès II fait de même, mais que ce dieu a alors une position mineure.

« Grâce à Ahuramazdā, Anāhita et Miθra, j'ai fait cet apadana ; qu'Ahuramazdā, Anāhita et Miθra me protègent de tout mal ; et qu'ils ne détruisent ni n'endommagent ce que j'ai fait. »

— Inscription d'Artaxerxès II commémorant la construction d'un édifice palatial (apadana) et invoquant Mithra.
La présence de Mithra se retrouve dans des noms de personnes qu'il sert à former (théophores), attestés par diverses sources sur l'époque achéménide, notamment parmi l'élite dirigeante perse ; ainsi dans des papyri mis au jour à Éléphantine en Haute Égypte (Ve siècle av. J.-C.) se trouvent Mithra-dāta (Mithridate), « (enfant) donné par Mithra » et Mithra-yazna, « celui qui sacrifie à/vénère Mithra ». Il est d'ailleurs possible que le culte de Mithra soit introduit en Égypte à cette période, ou un peu après, puisque deux papyri en grec datés du IIIe siècle av. J.-C. mentionnent apparemment des temples de Mithra (Mithraion / Μιθραίον). Mais ce point est débattu,.
En revanche Mithra n'apparaît pas dans l'archive des fortifications de Persépolis, qui documente notamment des dépenses effectuées pour le culte de divinités vénérées en Perse. Il n'y a aucune attestation assurée de son culte à l'époque achéménide. Il a néanmoins été proposé que la grande fête mazdéenne dédiée à Mithra, le Mehragān, ait lieu dès cette période, mais les arguments en ce sens sont limités, notamment l'évocation d'une fête appelée Mithrakāna à l'époque achéménide par Strabon, qui écrit plusieurs siècles plus tard,. Le mois appelé Bāga-yādi, le mois du « sacrifice au dieu », apparaissant dans l'archive de Persépolis, est peut-être celui de la grande fête de Mithra,.

### Sous les Empires séleucide et parthe
Après la chute des Achéménides face à Alexandre le Grand dans les années 330 av. J.-C., une grande partie des pays iraniens passe sous la domination de la dynastie gréco-macédonienne des Séleucides, période durant laquelle l'influence grecque se fait ressentir sur ces régions. Les rois séleucides s'associent à plusieurs reprises à l'image de la divinité solaire Hélios, ce qui dans leurs possessions orientales pourrait refléter une volonté de s'approprier l'image des dieux solaires locaux, dont Mithra, et la légitimité qu'ils confèrent aux souverains aux yeux de leurs sujets non-Grecs.

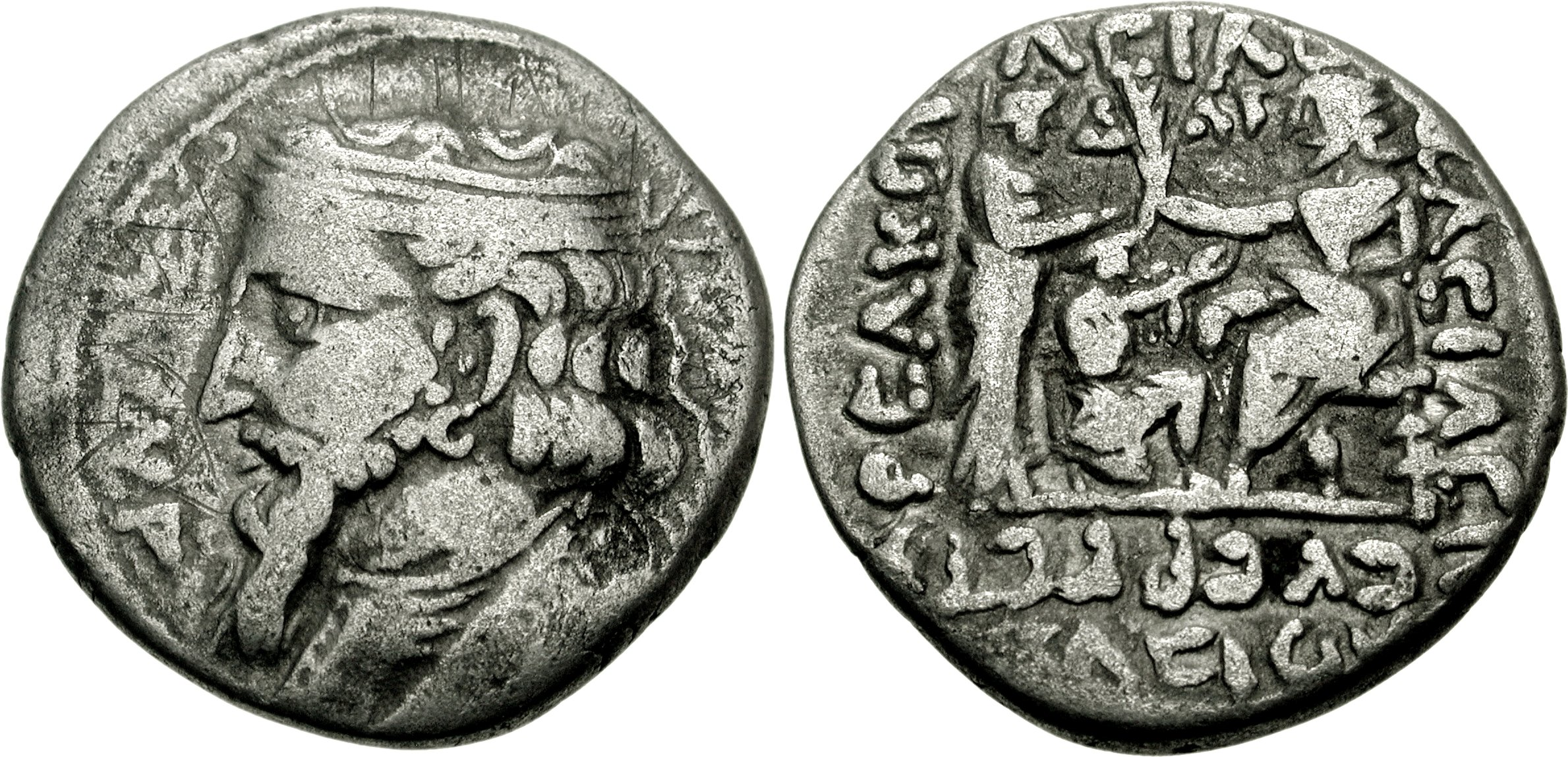
Pièce de monnaie d'Artaban II montrant au revers le roi agenouillé devant Mithra.

Puis les régions orientales de l'empire séleucide passent progressivement sous le contrôle de la dynastie des Parthes arsacides, de langue iranienne, à partir de la seconde moitié du IIe siècle av. J.-C. Le culte de Mithra est très peu documenté dans ce contexte, mais il est manifestement présent et important dans l'Empire parthe. Plusieurs rois Parthes portent le nom de Mithridate, composé à partir de celui du dieu, ce qui indique la place importante que le dieu occupe dans le panthéon officiel de la dynastie arsacide, avec un possible statut de divinité tutélaire. Dans l'iconographie officielle de l'époque parthe, Mithra reprendrait les traits d'Apollon, sur une pièce de monnaie provenant de Suse qui semble le représenter, datée du règne d'Artaban II (12-38/40 ap. J.-C.). Face à lui se trouve un roi parthe agenouillé. Cette scène trouve un écho dans un discours que tient le roi Tiridate Ier d'Arménie, descendant des Arsacides, à l'empereur romain Néron, rapporté par Dion Cassius, dans lequel le roi arménien évoque le fait qu'en tant que membre de sa lignée il ne se prosterne normalement que devant Mithra (et qu'il est prêt à faire une exception en s'inclinant devant l'empereur romain). La popularité du dieu dans l'Empire parthe se décèle également par la présence de nombreux noms de personnes composés à partir du nom de Mithra dans les ostraca administratifs mis au jour sur le site de l'ancienne Nisa (Turkménistan).

### Dans les pays anatoliens et pontiques

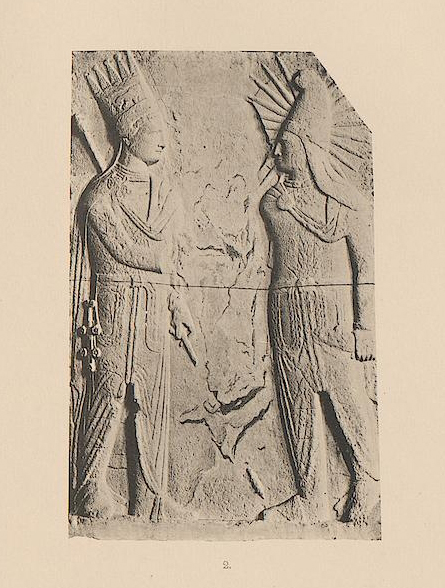
La poignée de main entre Antiochos Ier de Commagène et Mithra, photographie d'un bas-relief de Nemrut Dağı (dans Carl Humann et Otto Puchstein, Reisen in Kleinasien und Nordsyrien, 1890).

Mithra est surtout attesté pour cette époque dans des royaumes mêlant cultures iranienne et hellénistique situés en Anatolie, région qui a été successivement dominée par les Perses, les Grecs puis les Romains, et a donc connu un important brassage culturel (« persianisme », « hellénisation ») et donc religieux.
Le nom de Mithridate est porté par de nombreux souverains anatoliens, des dynasties d'origine iranienne du Pont (dont le fameux Mithridate VI), de Commagène, d'Arménie, d'Ibérie, ce qui indique qu'il est toujours vu dans ces régions comme le garant de l'autorité royale. Ces royaumes sont très marqués par l'hellénisme, aussi Mithra est rapproché de divinités grecques, également liées au soleil, Hélios et également Apollon. Son nom est transcrit en grec, Μίθρας ou Μίθρης, voire Μίθρα,.
Le roi Antiochos Ier de Commagène (69-34 av. J.-C.) a fait réaliser plusieurs stèles le représentant dans des scènes de poignée de main (dexiosis) avec le dieu solaire, dans un cas identifiable à Mithra, représenté jeune et imberbe (à la manière d'Apollon), vêtu d'un costume de type persan avec des braies, coiffé d'un bonnet phrygien, des rayons de soleil autour de sa tête. Une inscription figurant sur une statue du site de Nemrut Dağı, aménagé par ce roi, nomme le dieu « Apollon-Mithra-Hélios-Hermès »,,. À ce sujet le concept de « bricolage » de Claude Lévi-Strauss a pu être invoqué. Selon P. Swennen et L. Bricault, « la stratégie visuelle autant qu’intellectuelle d’Antiochos n’était pas d’être grec et perse à la fois, mais de faire grec et perse à la fois, dans un espace – l’Asie Mineure – et un territoire – le royaume de Commagène – écartelés ou coincés, comme on voudra, entre hellénisme et persianisme. »
Dans le royaume d'Arménie, Mithra dispose d'un grand temple à Bagayarič (Turquie), qui aurait été érigé par Tigrane II (95-55 av. J.-C.). Et comme évoqué plus haut, Tiridate Ier (53-72 ap. J.-C.) proclame à Néron sa dévotion envers Mithra, devant lequel il se prosterne,. Le temple de Garni (Arménie), probablement érigé par ce même roi, est souvent présenté comme un sanctuaire de Mithra, mais il n'y a aucune preuve en ce sens.
Plus largement, diverses inscriptions faisant référence au culte de Mithra indiquent qu'il a pris dans plusieurs parties de l'Anatolie l'aspect d'un culte local durant l'époque hellénistique et que cela se poursuit à l'époque romaine. Par exemple en Cappadoce, une inscription provenant de Faraşa mentionne un sacrifice à son intention, dans lequel l'animal doit être battu à mort avec une masse. Le calendrier avestique est attesté dans cette même région comprend un septième mois au nom de Mithra,. En Phrygie, une inscription retrouvée près du lac Simav mentionne la dédicace d'un autel à « Hélios Mithra », en 77/78 ou 131/132 de notre ère. En Lycie, à Oenanda, une inscription identifie ce même « Hélios Mithra » sur un bas-relief représentant un dieu imberbe, radié, daté du IIe siècle ou du IIIe siècle.
Dans le Pont et en Colchide, plusieurs indices plaident également en faveur de la popularité du culte de Mithra, sur une longue période, ; durant l'époque romaine impériale, la cité de Trapézonte (l'actuelle Trabzon en Turquie) frappe des monnaies figurant Mithra (voir plus bas).
Les trouvailles artistiques dans les cités grecques des rives nord de la mer Noire (le Pont Euxin des Anciens) semblent indiquer que Mithra se diffuse dans cette région à partir du Ier siècle av. J.-C. Il y est sans doute arrivé depuis l'Anatolie, puisqu'il semble confondu avec le dieu phrygien Attis (le compagnon de Cybèle). Son culte paraît plutôt lié à la fécondité.

### En Asie centrale
Dans les contrées orientales du monde iranien, le culte de Mithra est également attesté, avant tout par des monnaies. Il est possible que le dieu ait souvent occupé le rang de divinité suprême dans ces régions.

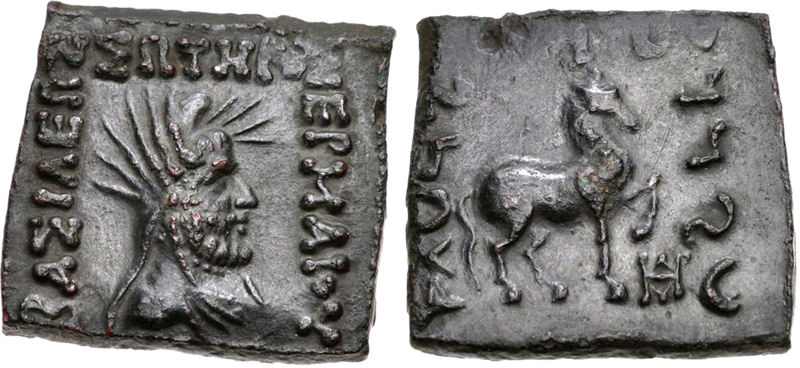
Monnaie du roi Hermaios représentant à l'avers (face) la tête de Zeus-Mithra, de profil et radié.

En Bactriane hellénistique (royaume gréco-bactrien, v. 246-130 av. J.-C.), Mithra semble plus assimilé à Zeus qu'à Hélios ou Apollon, ce qui renvoie à son rôle de garant de la royauté. Le plus grand sanctuaire de la ville d'Aï-Khanoum, le principal site fouillé pour la Bactriane hellénistique, pourrait être consacré à ce Zeus-Mithra.
Avec les émissions d'Hélioclès Ier (v. 145-130 av. J.-C.) apparaît un dieu barbu, ayant l'aspect de Zeus, avec des rayons solaires irradiant autour de sa tête, qui semble témoigner de ce syncrétisme entre le dieu grec et le dieu solaire local, donc Mithra. Cette figure se retrouve sur des émissions de rois postérieurs, rattachés à la sphère « indo-grecque », qui dominent la Kapissa, Amyntas et Hermaios (v. 95-70 av. J.-C.). Le fait que Mithra soit identifié à Zeus dans ces régions pourrait confirmer qu'il y a le rôle de divinité suprême (alors que plus à l'ouest l'assimilation se fait avec Ahura Mazda).

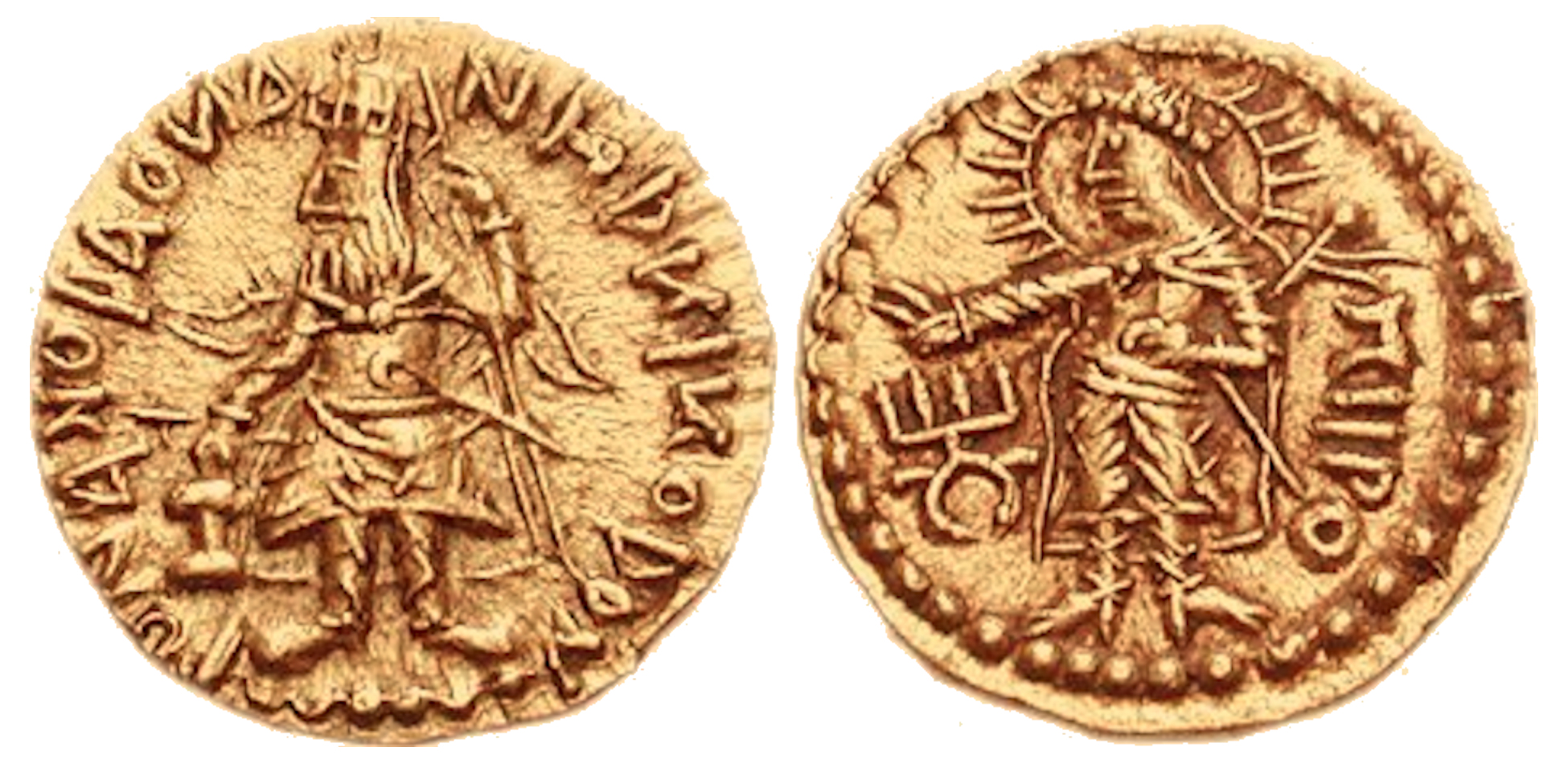
Pièce en or de Kanishka Ier représentant Mithra (Miiro) au revers.

Les maîtres suivants de cette partie du monde iranien, les Kouchans, représentent souvent Mithra sur leurs émissions monétaires, mais cette fois-ci sous l'aspect d'un dieu solaire juvénile (du type d'Apollon). Sur les monnaies émises par le principal souverain de cet empire, Kanishka Ier (v. 127-153 de notre ère), le dieu est d'abord nommé Hélios, puis Miiro, le nom de Mithra en Bactriane. Parfois seule sa tête est représentée, d'autres fois son corps en entier, vêtu à la perse, et là encore radié, soulignant son aspect solaire. Il brandit souvent une torche ou une couronne à rubans, sans doute des symboles de l'investiture royale, voire de la splendeur divine (xvarənah) royale.
Par la suite, les rois « Indo-Sassanides » (ou Kouchano-Sassanides) font également figurer Mithra, à nouveau sous l'aspect du Zeus barbu, nommé Miuro dans une des plus anciennes émissions de la dynastie. Mithra pourrait alors avoir été rapproché du dieu appelé Wēsh (Oēsho), devenu prééminent sous les derniers rois kouchans,.
Le culte de Mithra est encore présent dans ces régions orientales du monde iranien durant l'Antiquité tardive. Il semble que Mithra soit invoqué dans ces régions sous le nom de Vagh, c'est-à-dire « Dieu », ce qui renverrait à son statut supérieur, et que sa fonction solaire y soit très prononcée, puisqu'en Bactriane son nom tend à remplacer celui du soleil dans le calendrier et même le vocabulaire courant. F. Grenet propose de retrouver le dieu dans plusieurs représentations de divinités solaires (il peut aussi s'agir de Sūrya), notamment une scène peinte dans une des niches du sanctuaire bouddhiste de Bamiyan, et d'autres en Sogdiane représentant un dieu solaire sur un char, dans la cité de Pendjikent et dans le palais de Shahristan,. Un contrat de mariage provenant de Samarkand et daté de 710 invoque le dieu dans son rôle ancestral de garant du lien social.

### Sous les Sassanides

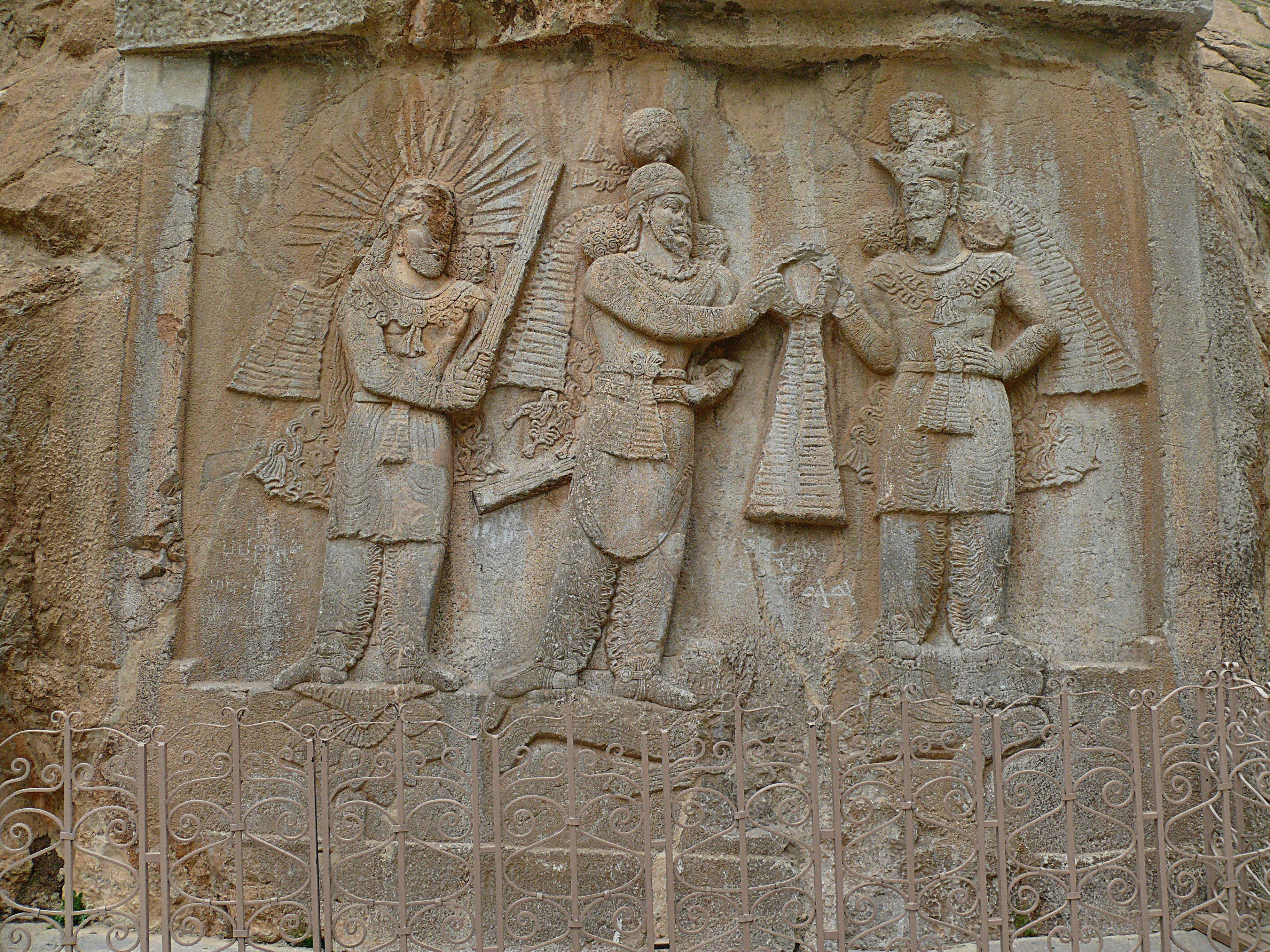
La scène d'investiture d'un roi sassanide (au centre, Ardashir II ou Shapur II) sur un bas-relief de Taq-e Bostan, avec Mithra à gauche, et un autre personnage (Shapur II ou Ahura Mazda) à droite.

Mithra (appelé à cette époque Mihr) n'est pas mentionné dans les inscriptions des rois Perses Sassanides (224-651), et est assez peu mentionné dans les textes religieux rédigés en moyen perse (pehlevi) vers cette période. Faut-il supposer que les rois sassanides ont cherché à dégrader un dieu qui avait eu les faveurs de leurs prédécesseurs et adversaires les Arsacides ? Cela reste conjectural. Le dieu apparaît rarement dans l'art officiel. Le seul souverain qui le fait représenter sur des monnaies est Hormizd Ier (272-273), dans une scène d'investiture. La représentation de Mithra la plus connue de l'époque est un bas-relief rupestre de Taq-e Bostan, figurant Mithra barbu et radié, sur un lotus symbolisant la splendeur divine (xvarənah), tenant un faisceau rituel (barsom), assistant à une scène d'investiture d'un roi,, plutôt identifié comme Ardashir II (379-383) (une interprétation alternative y voit Shapur II, 309-379). Le dieu apparaît également sur quelques sceaux de l'époque sous son aspect solaire,,. La grande fête de Mithra, Mihragān, est l'une des plus importantes de l'Empire, aux côtés de la fête du Nouvel An (Norouz). Les inscriptions des sceaux de la période sassanide attestent du fait que les noms formés à partir de celui du dieu restent communs.

### Dans le manichéisme
Mithra (sous son nom moyen-perse Mihr) est intégré dans la mythologie des manichéens, qui le considèrent comme une de leurs divinités (yazad).

### Dans le zoroastrisme médiéval et moderne
Les sources syriaques de l'époque médiévale évoquent souvent le culte du soleil, donc Mithra. Mithra est évoqué dans la littérature zoroastrienne en pehlevi postérieure à la période sassanide, comme les textes du Bundahishn et les Revayats. Il y est notamment dit que le grand dieu Ohrmazd l'a créé pour qu'il soit le plus important des êtres dignes d'être vénérés (yazata). Il est chargé de surveiller le monde et les hommes pour le compte du dieu créateur, parcourt le monde afin de répandre la bonté et l'amitié, protéger les âmes perdues contre l'injustice. Dans les Revayats et les textes parsis en gujarati apparait l'expression de Dar-e Mehr, ce qui signifie « porte/cour de Mithra », et sert à désigner le temple du feu, lieu de culte zoroastrien. De nos jours il se présente sous la forme Dar be-mehr. Cette étymologie n'a pas reçu d'explication qui fasse consensus.
Dans le zoroastrisme contemporain, Mithra reste vu comme le garant ultime de la justice, il continue d'être vénéré à travers les anciens hymnes et prières avestiques, célébré en grande pompe lors de sa fête annuelle Mehragān, et le reste de l'année dans des chapelles qui lui sont consacrées. Mehragān se tient en général à l'automne (plus tôt dans la région de Yazd). Traditionnellement, la communauté zoroastrienne locale se réunit pour une célébration incluant un mouton ou d'un agneau tué cérémoniellement puis rôti, mais cette pratique tend à se raréfier à partir du milieu du XXe siècle, car elle est perçue comme non conforme aux principes religieux.

## Mithra dans le monde romain

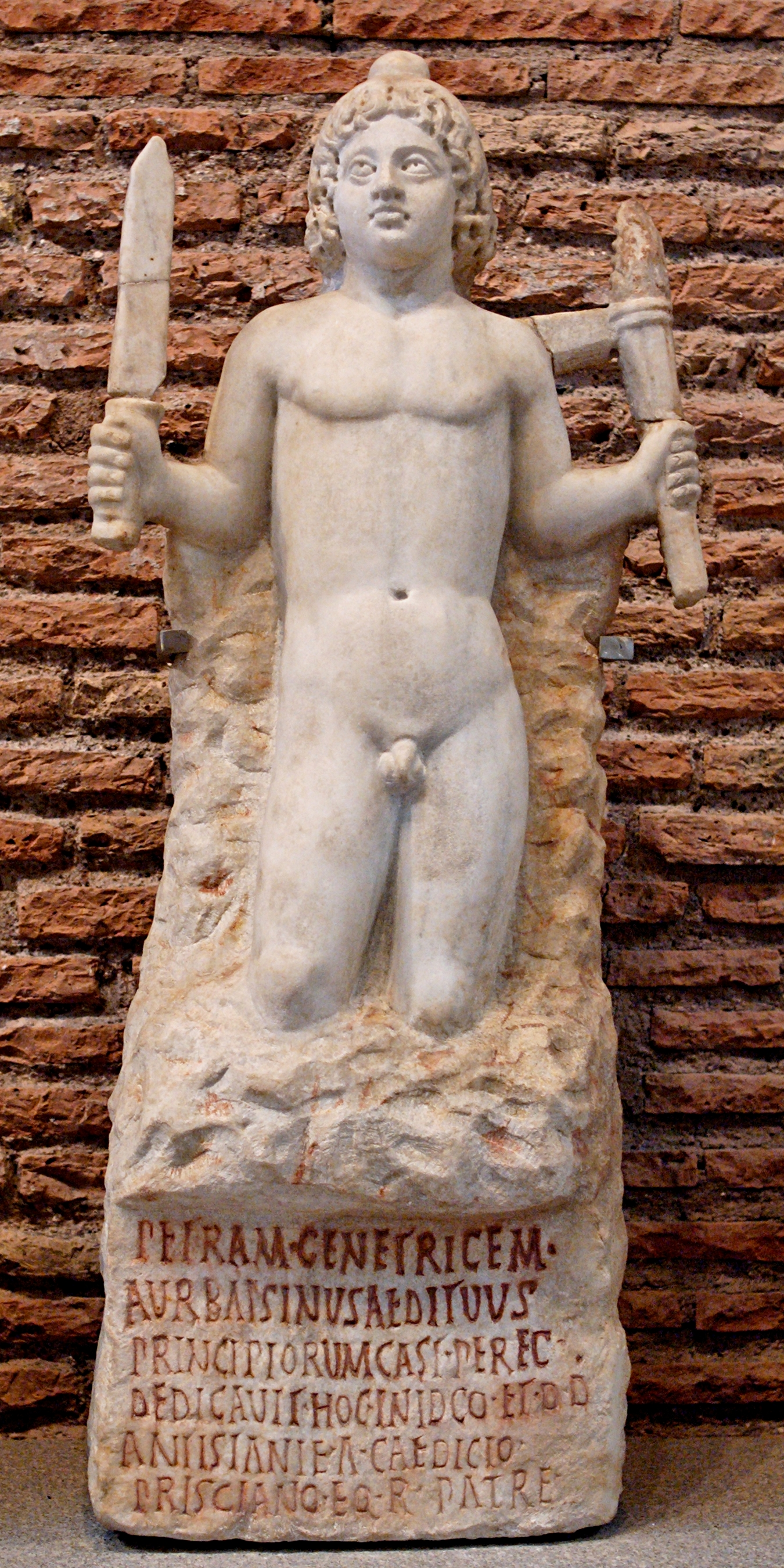
Mithra, né du rocher (env. 186 apr. J.-C.), Musée des Thermes de Dioclétien.

Durant les premiers siècles de notre ère, le culte de Mithra est introduit dans l'Empire romain, où il connaît une diffusion importante à partir de la fin du Ier siècle et surtout au IIe siècle. Il prend alors des traits distincts, qui ne présentent que peu de points communs avec son culte dans les pays de culture iranienne.
La façon dont Mithra devient un dieu du monde gréco-romain n'est pas directement documentée. Les travaux récents ont tendance à considérer que l'Anatolie joue un rôle essentiel. Comme vu plus haut, il s'y produit à l'époque hellénistique un syncrétisme entre Mithra et les divinités du monde grec (Apollon, Hélios). La représentation de Mithra en Commagène annonce celle du monde romain (costume perse, bonnet phrygien). Ces régions passent sous contrôle romain au Ier siècle de notre ère, notamment l'Arménie qui est une terre où le culte de Mithra est très important. Les soldats romains ou des marchands ont pu jouer le rôle de passeurs du culte vers l'ouest. Mais cela ne dit pas comment la mythologie et les rites à mystères du culte de Mithra se constituent. Ils n'ont pas d'équivalent identifié en Orient, ce qui plaide en faveur de leur élaboration dans un contexte romain, dans un processus de « bricolage » intégrant des éléments religieux venus de divers horizons (voir plus bas),,.

### Nom et épithètes
Dans le monde romain, le nom du dieu est généralement orthographié Mithra, mais des variantes sont attestées par les inscriptions, notamment l'absence du h, ou bien son positionnement après le r ; dans quelques cas le i est remplacé par un y, ou par un e. Cela semble indiquer qu'il y avait différentes manières de prononcer le nom du dieu selon les lieux et les personnes.
Les épithètes de Mithra dans les inscriptions renvoient à son invincibilité et à son aspect solaire : il est le « dieu invincible », en latin Deus invictus, parfois abrégé DIM pour Deus invictus Mithra ; il est aussi désigné comme le « Soleil invincible » (Sol invictus, à ne pas confondre avec le dieu du même nom).

### «Mithraïsme» et «religions orientales»: la nature du culte
Les études sur le culte de Mithra dans le monde romain sont marquées par les travaux du savant belge Franz Cumont, qui a le premier tenté de reconstituer les mythes liés à ce dieu et l'organisation de son culte. Cela longtemps été perçu comme une sorte de religion à part entière, nommée « mithraïsme », une des « religions orientales » qui se diffusent dans le monde gréco-romain, comme les cultes d'Isis et de Cybèle, et qui est également rangée dans la catégorie des cultes à mystères (qui concerne aussi des divinités grecques telles que Déméter et Dionysos), caractérisés par leur aspect secret et le fait qu'ils sont réservés à des initiés ayant expérimenté divers rites de passage. Le mithraïsme a notamment pu être présenté comme un rival du christianisme naissant. Les études récentes sur les cultes de divinités originaires de l'Orient en général et celui de Mithra en particulier ont développé une vision différente,. Il n'y a pas de religion mithriaque à proprement parler, qui prônerait de la même manière que le christianisme le rejet des divinités du paganisme polythéiste et des rites qui leur sont consacrés. Certes le culte de Mithra n'est jamais intégré dans les cultes officiels des cités de l'Empire romain, mais il ne se construit pas pour autant contre eux et ne cherche pas à rompre avec eux, un dévot de Mithra pouvant prendre part aux cultes des autres divinités du polythéisme gréco-romain. Comme les autres cultes de divinités d'origine orientale et à mystères, il propose plutôt à ses dévots une sorte de complément à la religion traditionnelle, une forme d'expérience religieuse dépendant des circonstances propres à chacun et de ses attentes vis-à-vis des dieux,.

### Mythologie
Dans le monde romain, Mithra devient le protagoniste d'un mythe qui circule dans les cercles de ses adeptes. Ses principaux épisodes ont pu être reconstitués par l'analyse des images provenant des lieux de cultes mithriaques. Il est constitué de quatre grandes séquences. Le prélude intègre Mithra dans le cadre mythologique traditionnel de monde gréco-romain : après la création du Monde, Saturne prend le pouvoir, avant d'être détrôné par son fils Jupiter. S'ensuit un conflit entre partisans des deux grands dieux, qui se conclut par le triomphe du fils. L'ordre est rétabli dans l'Univers. Cela dure jusqu'à ce que Phaéton emprunte le char solaire à son père Sol, le Soleil. Il en perd le contrôle, ce qui entraîne la dévastation du Monde. C'est alors qu'apparaît Mithra : il naît d'une roche (pétrogenèse), et fait jaillir une source d'eau, ce qui permet à la nature d'entamer sa renaissance. Afin de compléter la régénération du monde, Mithra doit capturer un Taureau fabuleux, troisième acte du cycle mythologique. Après la poursuite et la maîtrise du Taureau, le dieu l'emporte dans une caverne où il le met à mort. Ce sacrifice, et notamment le sang et le sperme de l'animal, permettent de nourrir la nature, l'ordre cosmique est rétabli. Le dernier acte du mythe est un conflit entre Mithra et Sol, provoqué par la jalousie du second face au succès du premier. Mithra triomphe, Sol reconnaît sa suprématie et lui fait allégeance. Un banquet scelle leur réconciliation. Mithra prend alors le titre de « Soleil invincible », Sol invictus. Ce mythe, qui s'inscrit dans l'histoire du monde telle que la relate la mythologie traditionnelle, y intègre Mithra pour l'élever au statut de responsable de l'ordre cosmique,.

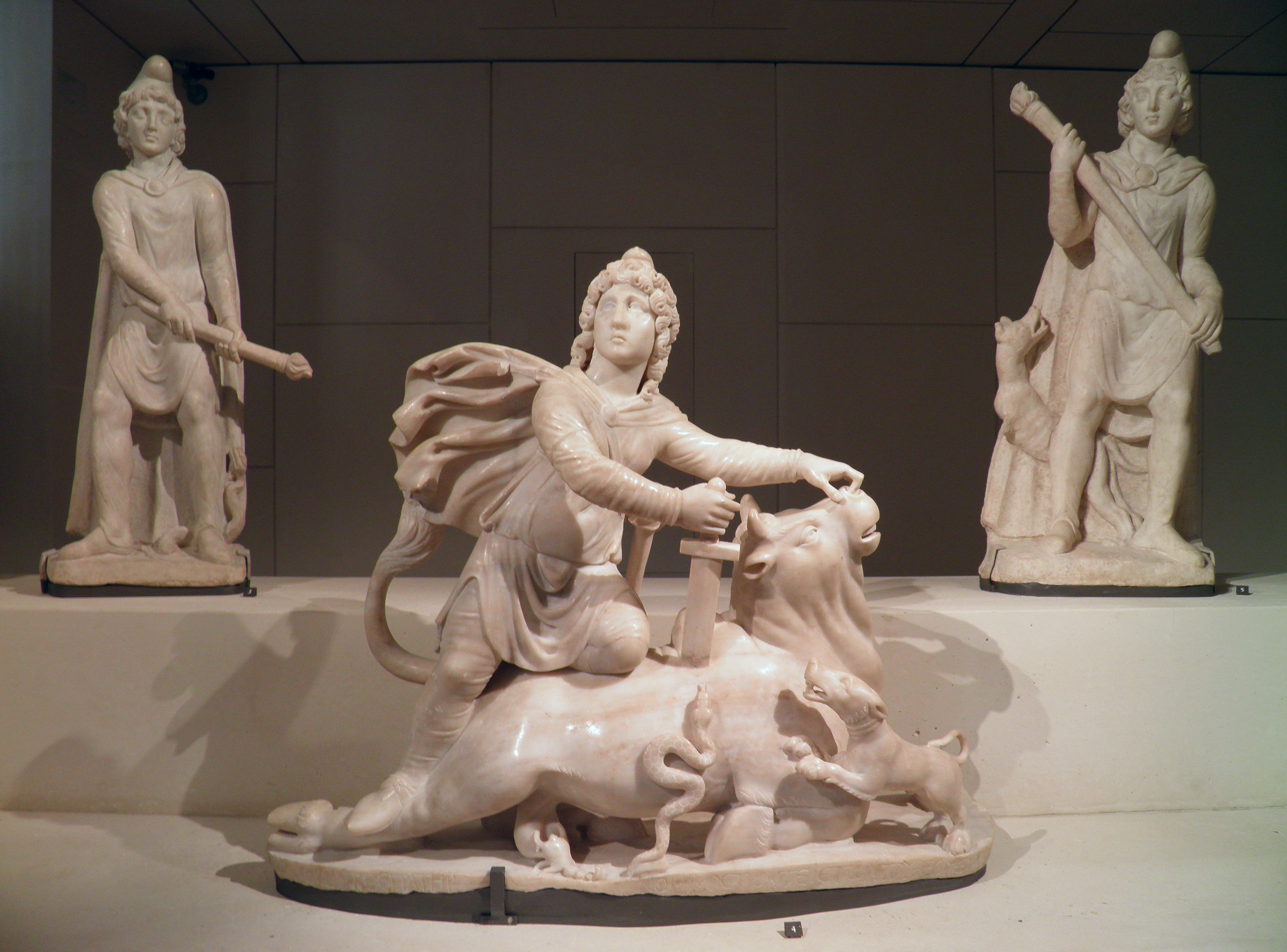
Groupe statuaire du mithréum de Sidon, 389. Mithra met à mort le Taureau, encadré par Cautopatès à gauche et Cautès à droite. Musée du Louvre.

Mithra est associé à plusieurs divinités, qui jouent un rôle dans son mythe, sont représentées dans les mithréa et font l'objet de dédicaces de la part de ses adeptes. C'est en particulier le cas du Soleil, Sol. La Lune, Luna, apparaît également. Les divinités olympiennes sont reléguées à un rôle marginal. Plusieurs représentations de Mercure ont été retrouvées dans des mithréa, ce qui semble indiquer qu'il était rapproché de Mithra. D'autres divinités sont propres au culte de Mithra : les frères Cautès et Cautopatès, souvent représentés dans les mithréa, avec un aspect oriental similaire à celui de Mithra, qui accompagnent le dieu après sa naissance et assistent à la tauroctonie ; une troisième figure, énigmatique, est un personnage au corps humain et à tête de lion (léontocéphale).

### Fonctions
Le Mithra romain est une divinité « globale » qui, à la différence des divinités des cultes romains traditionnels, n'est pas liée à un lieu en particulier. En plus de ses aspects invincible et solaire qui ressortent de sa geste et ses épithètes les plus courantes, notamment Sol Invictus (voir plus haut), certaines inscriptions en font un dieu « tout-puissant » (Omnipotens). C'est en fin de compte une divinité aux aspects célestes et souverains, qui semble assimilée par moments à Jupiter, même s'il est plus couramment rapproché de la divinité solaire Sol-Hélios, et sa geste en fait plus largement un maître du cosmos et du temps. Il est à plusieurs reprises figuré en train de maintenir la stabilité du monde, et en association au cercle zodiacal, représentation de l'univers. Pour ses adeptes, Mithra est un dieu sauveur et protecteur, comme le met en avant son mythe qui en fait une divinité née expressément pour venir au secours d'un monde en péril. Des inscriptions évoquent sa bonté, sa bienveillance, sa qualité de protecteur. Certaines de ces caractéristiques sont partagées avec le Mithra du monde iranien et sembleraient donc en dériver : l'aspect solaire, son lien avec l'ordre cosmique et social.

### Images
Dans l'iconographie, l'apparence du Mithra renvoie à ses origines iraniennes qui le distinguent d'un dieu gréco-romain, puisqu'il reprend le type du dieu oriental, connu par d'autres exemples dans le monde romain (Attis, Jupiter Dolichène) et annoncé par les bas-reliefs de la Commagène hellénistique : il porte le bonnet phrygien et le pantalon perse,.
Le Mithra romain est attesté par des centaines de représentations visuelles, notamment des reliefs et ronde-bosses, parvenus dans un état plus ou moins complet.
La scène du mythe de Mithra la plus représentée est de loin la tauroctonie, la mise à mort du Taureau permettant la renaissance du Monde et le rétablissement de l'ordre cosmique, promesse du salut pour les adeptes du culte mithriaque. Une sculpture de Mithra mettant à mort le Taureau figure généralement au bout de l'aile centrale des spelea, ce qui indique son rôle de principal icône du culte. Qu'elle soit sculptée en statue, bas-relief ou haut relief, sur pierre, terre cuite ou bronze, ou encore peinte, cette scène est représentée de façon remarquablement similaire dans les nombreux exemplaires connus provenant des différentes parties du monde romain. Elles se distinguent des statues divines du culte traditionnel, soulignant l'originalité de Mithra et de son culte,.

Représentations de la tauroctonie.
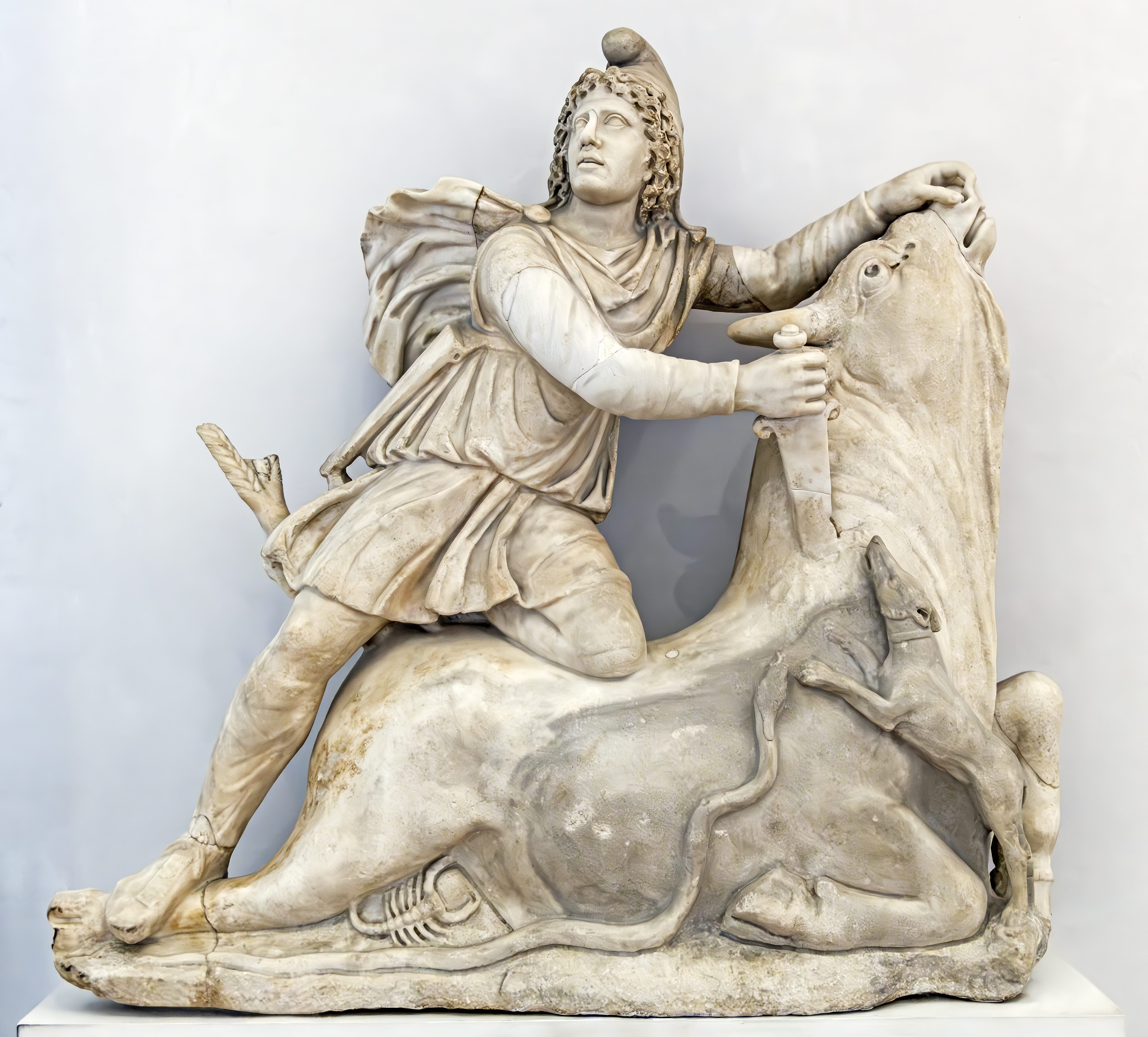
Statue en marbre, IIe siècle, Musée archéologique national de Venise.
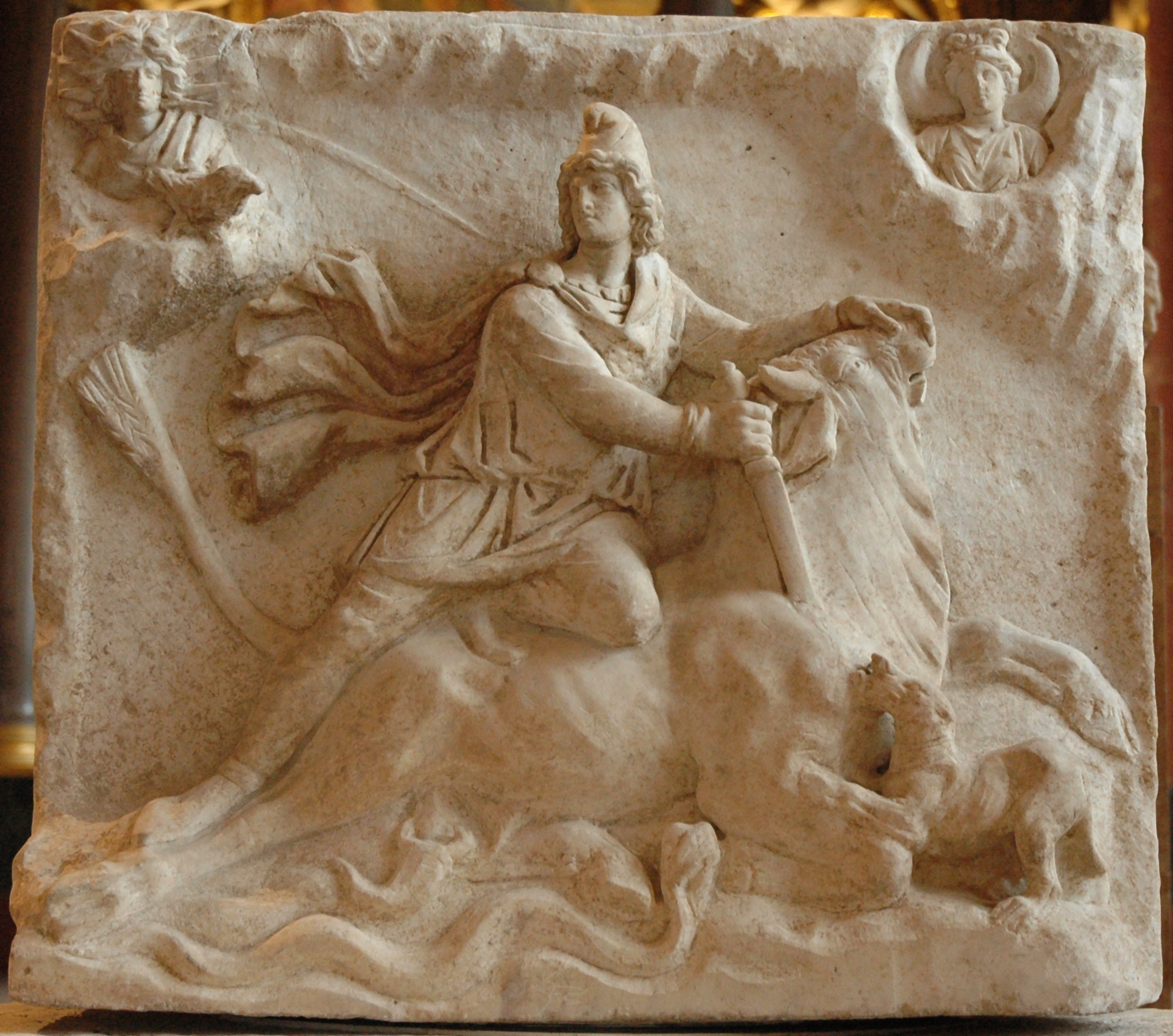
Bas-relief en marbre, IIe – IIIe siècle, musée du Louvre.
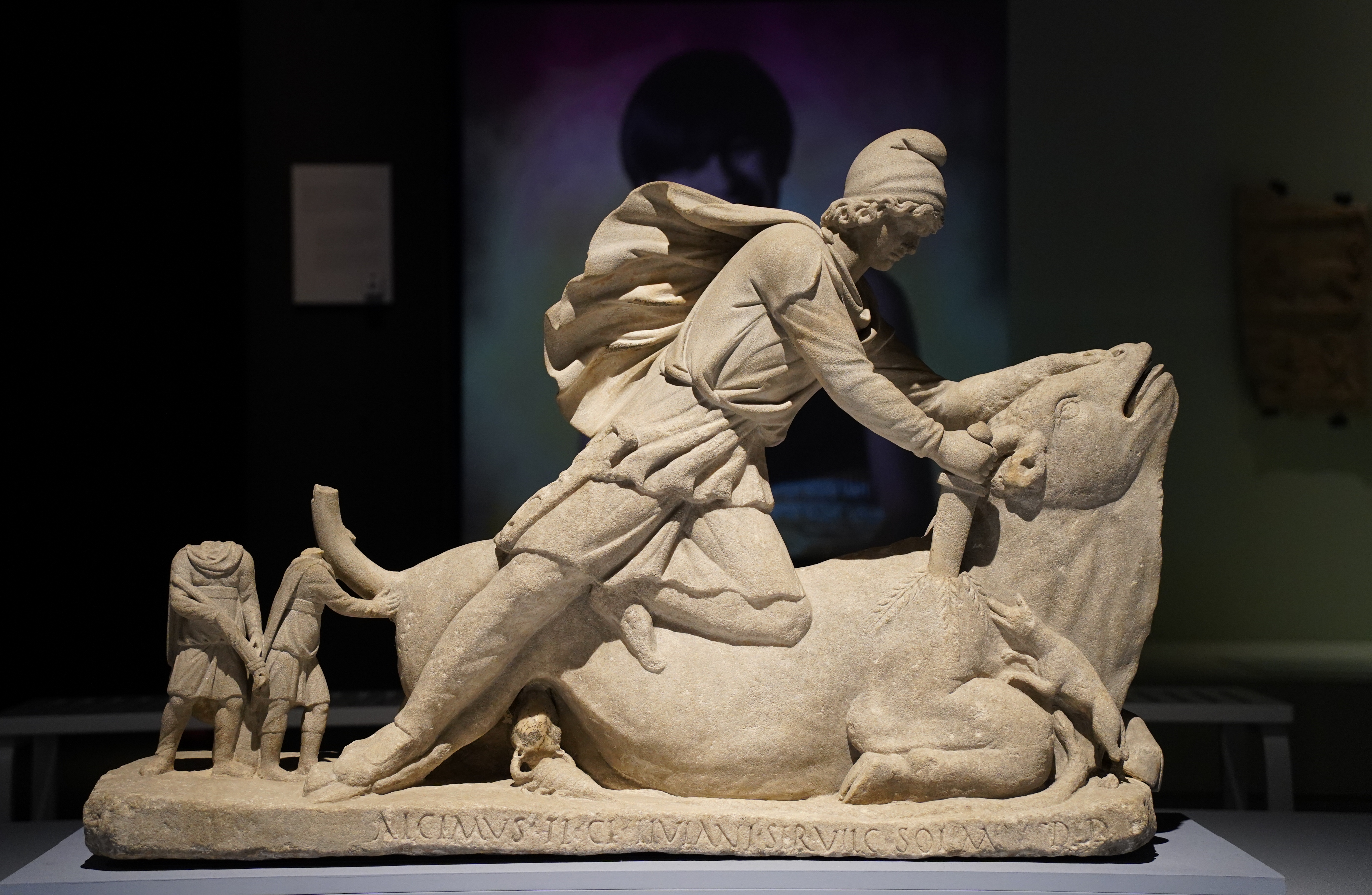
Statue en marbre, IIe siècle, British Museum.
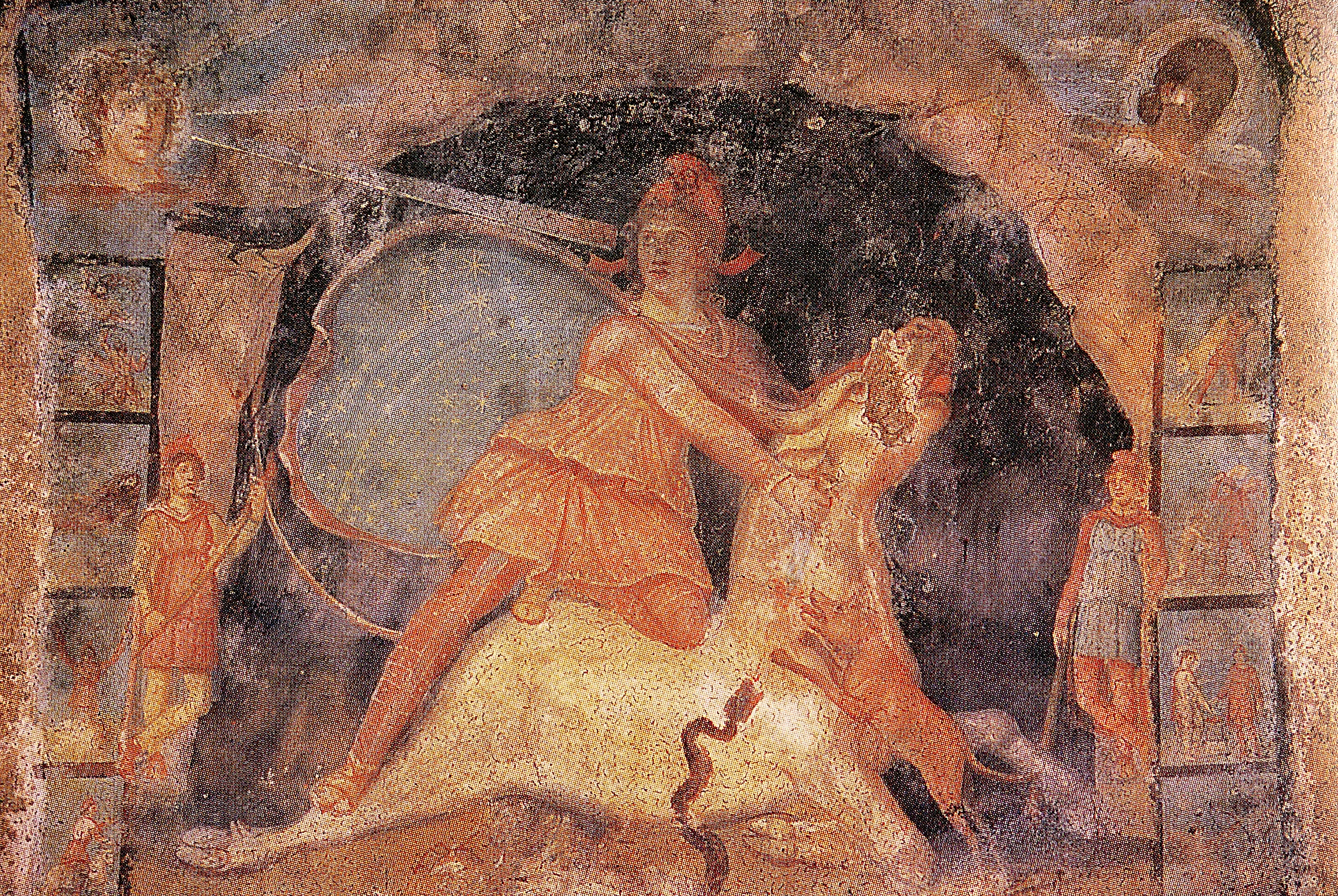
Fresque du mithréum de Marino (Italie), IIe siècle.

La scène de la naissance de Mithra, généré par la pierre (pétrogenèse), est également couramment représentée. Le dieu n'y apparaît pas sous l'apparence d'un nouveau-né, mais sous celle d'un jeune homme vigoureux,.

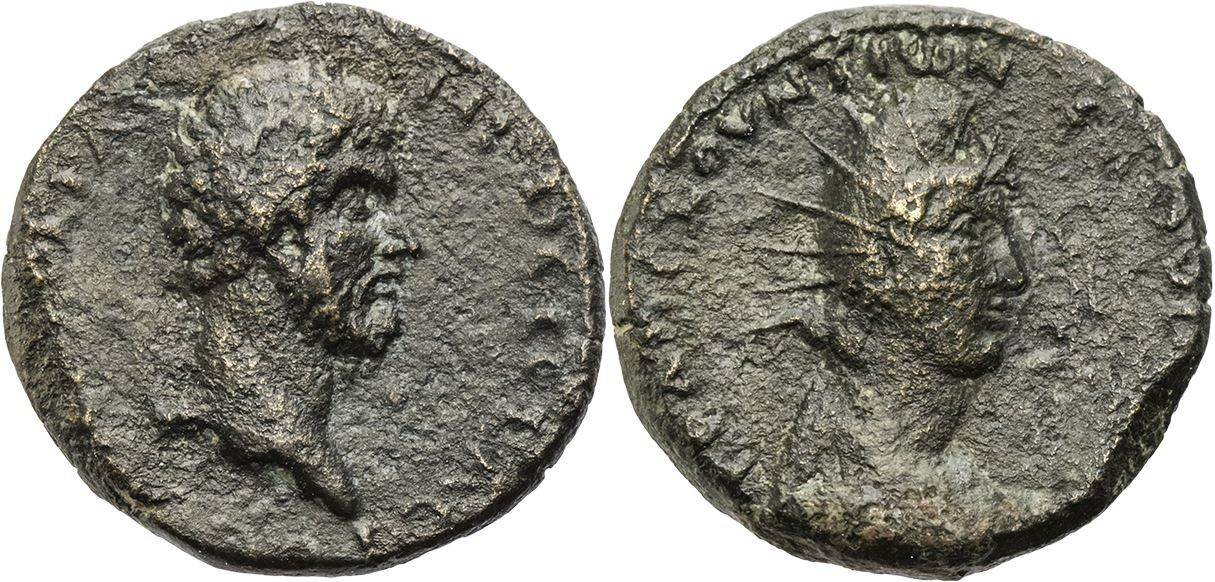
Monnaie en bronze de Trapézonte, avec au revers le buste de Mithra coiffé d'un bonnet phrygien et radié.

En revanche Mithra ne figure pas sur des monnaies impériales romaines, à la différence des pays de culture iranienne, car son culte n'y a pas d'aspect officiel. Il se trouve en revanche sur des émissions civiques en Anatolie : dans la cité de Trapézonte dans le Pont où les monnaies frappées d'environ 113 à 245 font figurer au revers le buste de Mithra coiffé du bonnet phrygien et radié, puis Mithra sur un cheval, parfois accompagnés de Cautès et Cautopatès, ce qui semble indiquer qu'il y dispose d'un culte officiel, différent de celui des cultes mithriaques du reste de l'empire ; dans la cité de Tarse en Cilicie, du règne de Gordien III (238-244), qui font figurer un Mithra tauroctone, mais en habits romains et non orientaux, image qui renverrait à la campagne de cet empereur contre les Perses.

### Le culte romain de Mithra: acteurs, lieux et rites

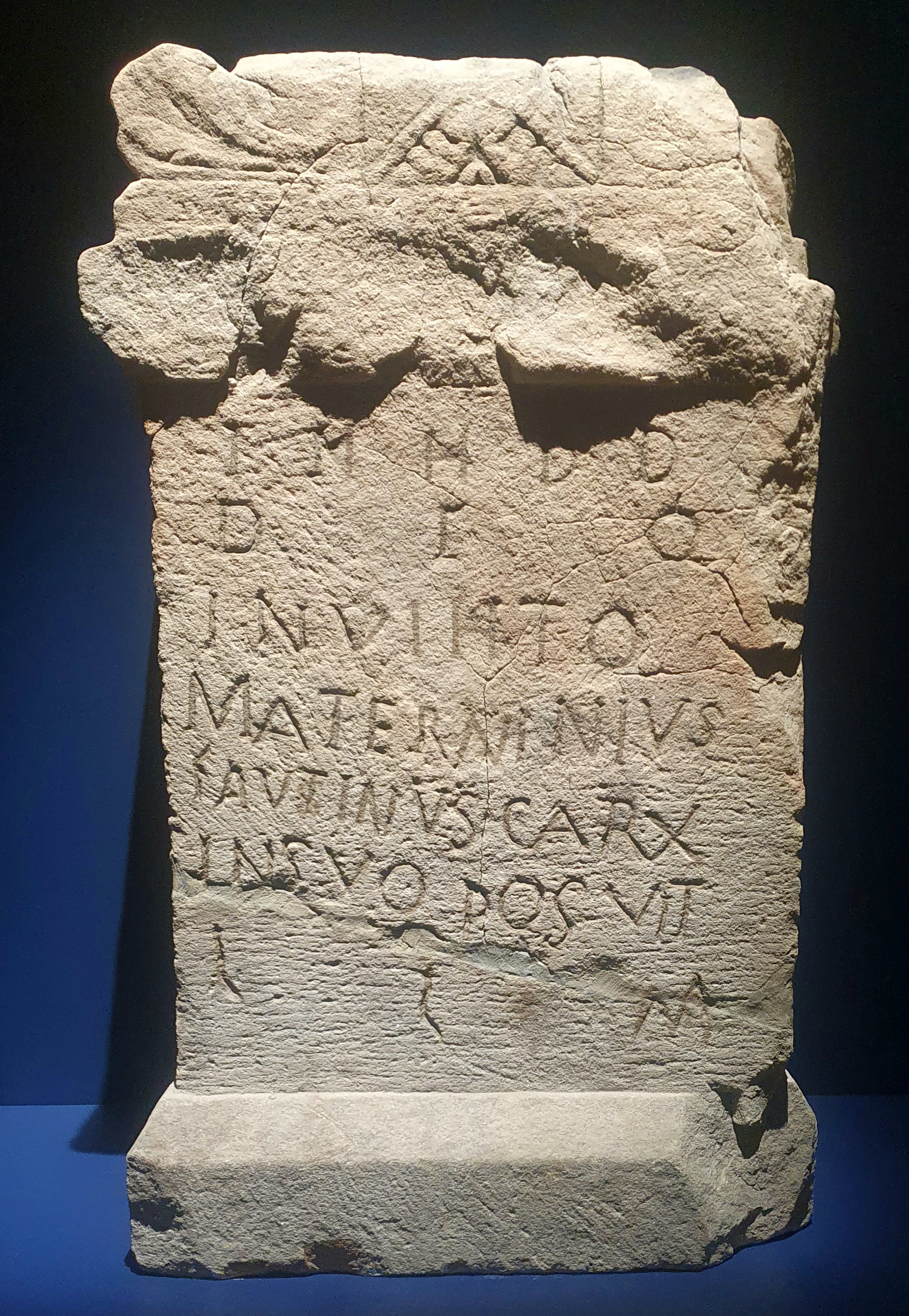
Autel offert au « dieu invincible » Mithra par un adepte de rang Corbeau. Mithréum de Gimmeldingen (Allemagne), 325. Musée historique du Palatinat.

Le culte romain de Mithra s'organise autour de petites cellules d'adeptes dispersées dans tout l'empire, avec une prédilection pour les régions occidentales de langue dominante latine, les régions orientales de culte grecque paraissant moins concernées. Les croyants connus par des inscriptions sont exclusivement des hommes. Ils sont surtout des résidents des villes, où ont été découverts bien plus de sanctuaires mithriaques que dans les campagnes. Contrairement à ce qui a longtemps été supposé, ils ne sont pas majoritairement des soldats, mais ont des occupations diverses, en revanche il semble que les différentes communautés aient été relativement homogènes à leur niveau, recrutant de façon préférentielle tantôt des fonctionnaires des douanes, tantôt des soldats de la légion, tantôt des dockers, etc. Les groupes mithriaques ne pratiquent pas leur culte en secret, même s'ils semblent rester discrets, et que les communautés sont généralement de taille modeste. Une organisation interne en grades cultuels est attestée, disposant au moins de trois degrés : les Lions (Leo) constituent la majorité des groupes, les Corbeaux (Corax) sont les novices, et les Pères (Pater) sont les chefs des communautés. Dans certains contextes sept degrés semblent exister.

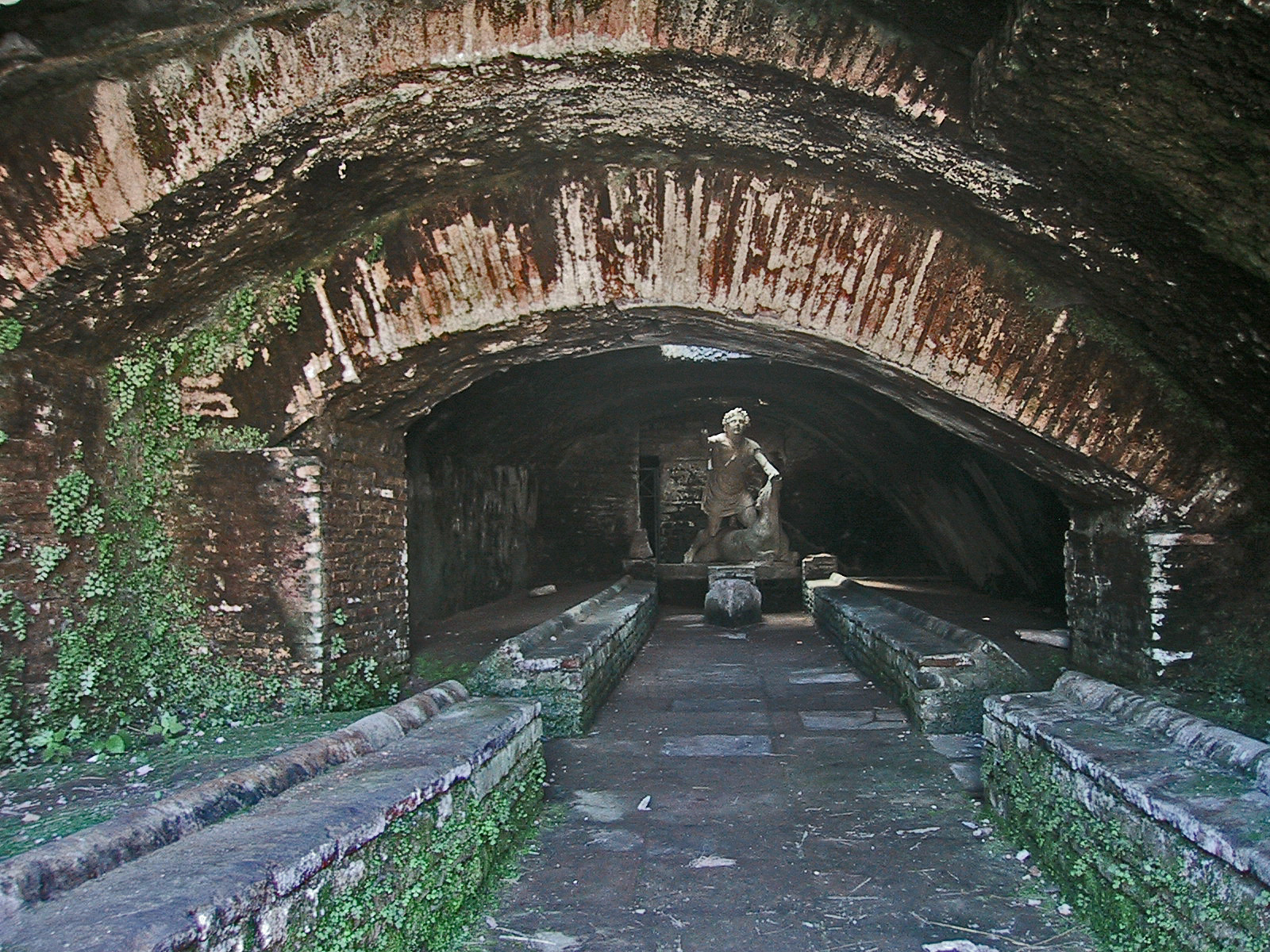
Speleum du sanctuaire mithraïque des Thermes de Mithra, à Ostie (Italie).

Les dévots de Mithra se réunissent dans des sanctuaires spécifiques, que les historiens modernes désignent par le terme mithréum (ou mithraeum), qui est un néologisme. Dans l'Antiquité, ils étaient désignés simplement comme des « temples », templum, ou bien on désignait leur pièce principale par le terme speleum ou spelaeum, « grotte ». Ce nom renvoie au lieu où Mithra a mis à mort le Taureau, et au fait que ces sanctuaires cherchent à reproduire ce contexte : il s'agit souvent de cryptes voutées, dans certains cas de grottes aménagées. Ce sont des pièces allongées, reprenant la disposition de salles de banquet, avec des banquettes disposées le long des deux côtés longs, terminées par une niche ou abside où sont célébrés les rites, autour des images de Mithra et des dieux associés à son culte, des autels et supports à offrandes. Des pièces annexes peuvent être aménagées autour.
Les rites pratiqués par les adeptes du culte de Mithra restent mal connus. On peut distinguer deux types de rites essentiels : l'initiation des nouveaux membres et les banquets communautaires. Ces derniers occupent une place centrale dans la vie des communautés, comme l'indique le fait que les sanctuaires reprennent l'aspect d'une salle de banquet plutôt que celui d'un temple gréco-romain. Ils renvoient probablement au banquet entre Mithra et Sol qui marque la réconciliation des deux dieux, au cours duquel le Taureau mis à mort par Mithra est consommé. Aucun reste de taureau n'a cependant été trouvé dans un des nombreux mithréa fouillés, les adeptes consommant plutôt des volailles, du porc, ainsi que du gibier.

### Continuité ou réinvention?
Les liens entre le Mithra iranien et le Mithra romain ont suscité diverses hypothèses chez les historiens. Pour Franz Cumont, le culte romain de Mithra est directement importé depuis le monde iranien. À sa suite, les premières générations de spécialistes des études mithriaques ont conclu à une continuité entre les deux cultes, et au fait que c'étaient deux figures divines identiques qui étaient vénérées dans les deux sphères culturelles, suivant des modalités similaires. Depuis les dernières décennies du XXe siècle, cette interprétation a changé, grâce à une meilleure connaissance du culte romain de Mithra. Les similitudes entre les Mithra iranien et le Mithra romain sont désormais plutôt considérées comme limitées à des traits généraux, comme l'aspect solaire du dieu, et peut-être aussi son lien avec le taureau qui pourrait avoir des parallèles en Iran. L'aspect oriental du Mithra romain renvoie plutôt à un « orientalisme » romain, la mise en avant de traits vus comme exotiques par les adeptes de ce culte, puisque son origine perse n'est jamais oubliée et paraît même être une partie intégrante de son image et de son attrait. Mais les éléments mythologiques et rituels  réellement importés d'Orient sont probablement limités si ce n'est insignifiants, en tout cas il semble bien que lors de leur arrivée dans le monde romain Mithra et son culte fassent l'objet d'une véritable réinvention,,. Selon P. Swennen et L. Bricault, c'est « une construction assimilable à un « bricolage », à une hybridation intégrant et combinant des éléments variés d’origines diverses, parfois réinterprétés et qui ne sont d’ailleurs pas tous présents dans les premières manifestations du culte rendu au Mithra romain à la fin du Ier siècle apr. J.-C. »

### Déclin et disparition
Reposant sur de petites communautés, sans doute soutenues par des personnages éminents, le culte de Mithra connaît des fortunes diverses selon les endroits. Les créations comme les disparitions de communautés sont donc un phénomène normal. Mais le IIIe siècle semble voir s'amorcer un déclin du culte de Mithra, lié à l'affaiblissement des entrepreneurs urbains qui constituent le socle des dévots, et aussi les tourments que traverse plus généralement l'Empire à cette période. Puis la christianisation de l'Empire et les lois anti-païennes accentuent probablement la disparition du culte de Mithra. Des créations de nouvelles communautés sont certes attestées jusqu'à la fin du IVe siècle, et le culte de Mithra connaît un succès inédit dans l'élite sénatoriale demeurée païenne. Mais le début du Ve siècle voit la disparition des derniers groupes connus d'adeptes de Mithra. Il y a peu de cas où les sanctuaires de Mithra semblent avoir été détruits de façon violente, ou convertis en église, et d'une manière générale la christianisation ne porte pas forcément l'essentiel de la responsabilité du déclin du culte de Mithra.

### Réceptions contemporaines
Le culte romain de Mithra est redécouvert progressivement à partir de la Renaissance, par la découverte d’œuvres d'art représentant la tauroctonie et d'autres épisodes du mythe romain de Mithra, puis la mise au jour de sanctuaires de Mithra. Au tournant du XXe siècle, les travaux de Franz Cumont sur les « Mystères de Mithra » connaissent une grande diffusion et popularisent la vision d'un mithraïsme revivifiant le paganisme en voie de disparition et concurrençant le christianisme. Ces analyses, bien que remises en cause par les travaux académiques postérieurs, restent courantes dans les réceptions contemporaines du Mithra romain. Par exemple, des fictions imaginent un monde dans lequel le mithraïsme s'est répandu dans le monde à la place du christianisme. Une autre idée reçue sur le culte de Mithra est le fait que le choix de la date du 25 décembre pour la fête de Noël lui a été repris par le Christianisme, alors qu'elle vise en fait à se substituer à la fête de la divinité Sol invictus, distincte de Mithra.

### Articles synthétiques
- (de) Richard L. Gordon, « Mithras (Μίθρας, Μίθρης) », dans Hubert Cancik et Helmuth Schneider (dir.), Der Neue Pauly, vol. 8 : Mer–Op, Stuttgart et Weimar, J. B. Metzler,‎ 2000, p. 288-291
- (en) Roger Beck, « Mithraism », sur Encyclopædia Iranica Online (accessible http://www.iranicaonline.org/), 2002 (consulté le 6 juillet 2022)
- (en) Hanns-Peter Schmidt, « Mithra i. Mitra in Old Indian and Mithra in Old Iranian », sur Encyclopædia Iranica Online (accessible http://www.iranicaonline.org/), 2006 (consulté le 4 juillet 2022)
- (en) Roger Beck, « Mithras », dans Simon Hornblower, Antony Spawforth et Esther Eidinow (dir.), The Oxford Classical Dictionary, Oxford, Oxford University Press, 2012, 4e éd., p. 964-965.

### Études spécialisées
- (en) Philippa Adrych, Robert Bracey, Dominic Dalglish, Stefanie Lenk et Rachel Wood, Images of Mithra : Visual conversations in art and archaeology, Oxford et New York, Oxford University Press, 2017

#### Monde iranien
- (en) Mary Boyce, « On Mithra's Part in Zoroastrianism », Bulletin of the School of Oriental and African Studies, vol. 32, no 1,‎ 1969, p. 10-34 (JSTOR 613386)
- Frantz Grenet, « Mithra dieu iranien : nouvelles données », Topoi. Orient-Occident, vol. 11, no 1,‎ 2001, p. 35-58 (lire en ligne)
- (en) Frantz Grenet, « Mithra ii. Iconography in Iran and Central Asia », sur Encyclopædia Iranica Online (accessible http://www.iranicaonline.org/), 2006 (consulté le 4 juillet 2022)

#### Monde romain
- (de) Manfred Clauss, Cultores Mithrae : die Anhängerschaft des Mithras-Kultes, Stuttgart, Steiner Verlag, 1992.
- (en) Manfred Clauss (trad. Richard Gordon), The Roman Cult of Mithras : The God and His Mysteries, Edimbourg, Edinburg University Press, 2000.
- Laurent Bricault et Philippe Roy, Les cultes de Mithra dans l'Empire romain, Toulouse, Presses universitaires du Midi, 2021
- Laurent Bricault, Richard Veymiers, Nicolas Amoroso et al., Le mystère Mithra : Plongée au cœur d'un culte romain (Catalogue de l'exposition présentée au Musée royal de Mariemont, du 20 novembre 2021 au 17 avril 2022, au musée Saint-Raymond de Toulouse du 14 mai au 30 octobre 2022 et à l'Archäologisches Museum Frankfurt du 19 novembre 2022 au 15 avril 2023), Mariemont, Musée royal de Mariemont, 2021, 573 p. (ISBN 978-2-930469-85-0)
- Richard Veymiers, Nicolas Amoroso et Laurent Bricault, Le mystère Mithra : Plongée au cœur d'un culte romain, Dijon, Faton, coll. « Archéologia Hors-série » (no 32), 2021

### Exposition
- « Le mystère Mithra. Plongée au cœur d’un culte romain », sur Musée Saint-Raymond, Toulouse, 2022 (consulté le 5 mars 2024), avec plusieurs "pastilles sonores" au ton à la fois savant et décalé.